# Croccia-Cognato
Croccia-Cognato è un antico insediamento fortificato Osco-Sannita, riconducibile al periodo ricompreso tra l'VIII secolo e il IV secolo a.C. Situato nei pressi del Monte Croccia, in Basilicata, dal punto di vista amministrativo, coinvolge i comuni di Accettura, Oliveto Lucano e, in minima parte, quello di Calciano.
L'antico insediamento sorge, assieme al sito di Petre de la Mola, su un'altura caratterizzata dalla massiccia presenza di cerri, da cui è possibile osservare le località Civita e Serra del Cedro di Tricarico e i paesi di Accettura e Albano di Lucania. Il sito può essere raggiunto attraverso un sentiero attrezzato che segue il perimetro della fortificazione e che presenta diversi punti vedetta per l'osservazione del paesaggio.

## Scavi archeologici
I primi scavi ufficiali a Monte Croccia, effettuati negli anni 1885-1886, si devono a Michele Lacava, che ne parlerà in una manciata di pagine della sua opera Topografia e storia di Metaponto (1891). Successivamente l'archeologo Vittorio di Cicco (1860–1926) condusse, tra il 1905 e il 1913, nuovi scavi archeologici, facendo emergere un doppio muro difensivo e i resti di molteplici strutture dell'acropoli che, con tutta probabilità, è stata intesa come un punto di osservazione fortificato. Thomas Ashby e Robert Gardner andarono a visitare, in quegli anni, gli scavi di Di Cicco, preoccupandosi di descrivere dettagliatamente il percorso per salire sul Monte Croccia. Gli scavi ripresero solo nel 1982 e furono condotti da Attilio Tramonti.
Alla fine del XX secolo furono condotti, sotto la responsabilità di Alfonsina Russo, gli ultimi scavi sul sito da parte della Soprintendenza Archeologica della Basilicata, che si occuparono anche di restaurare 60 m della cinta muraria esterna. Nel 2011 avvenne un'altra indagine archeologica con lo scopo di mostrare le strutture distinguibili in superficie e per realizzare un rilievo planimetrico generale delle due cinte murarie. Per la scarsità di scavi organizzati e precisi, non è possibile attribuire una data precisa all'insediamento, ma si ritiene assodato che esso abbia avuto due fasi:
1. la prima in epoca arcaica, al momento della costruzione del muro esterno;
2. la seconda, nel IV secolo a.C., al momento della costruzione del muro interno e dell'acropoli[6].

## Origine e struttura dell'insediamento

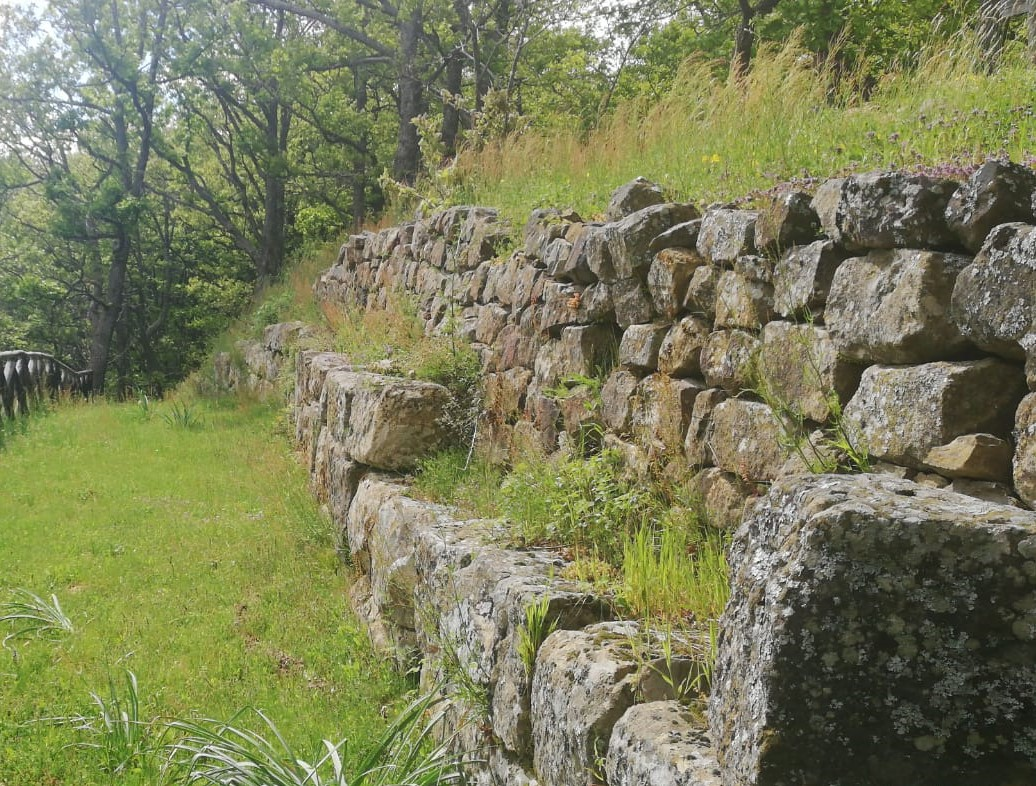
Cinta muraria esterna

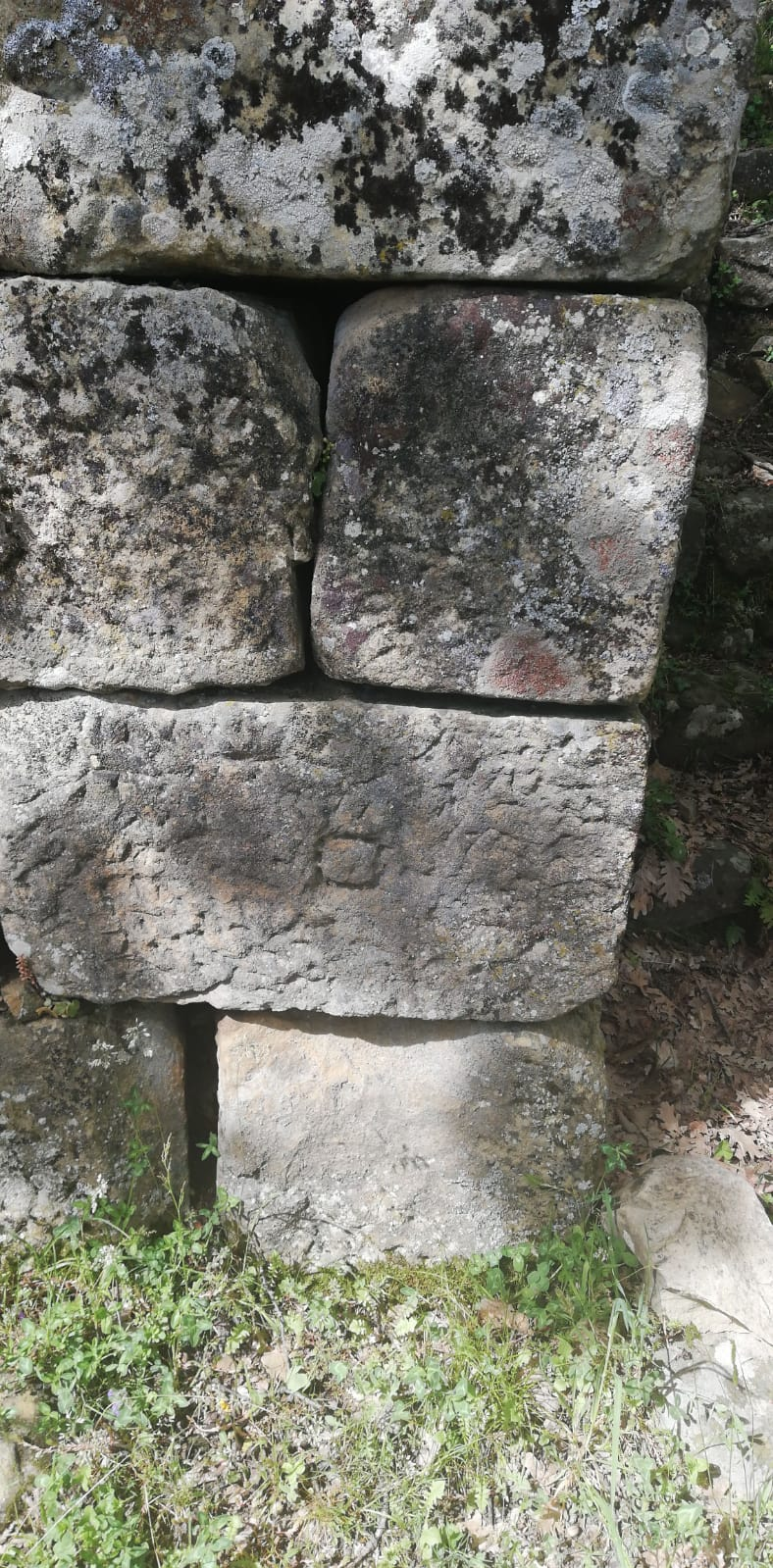
Dettaglio segni di cava

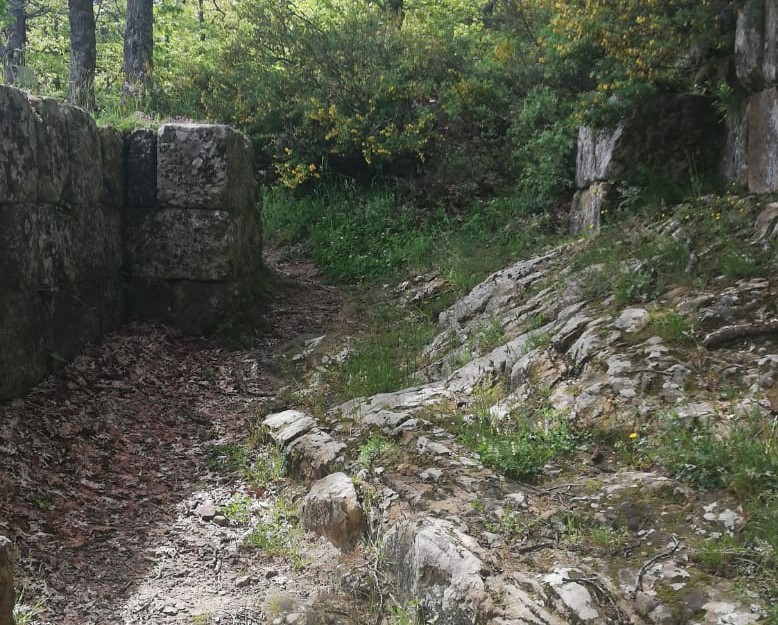
Porzione di muro interno

I fattori che hanno portato alla nascita dell'insediamento sono di duplice natura:
1. il luogo era strategicamente importante[7];
2. il luogo era caratterizzato dalla massiccia presenza di fonti d'acqua[8].

L'antica città era stanziata interamente sulla parte meridionale della vetta del Monte Croccia ed era costituita da due cinte murarie (con il lato meridionale in comune), che ne garantivano la difesa:
- Il muro esterno (VIII-VI secolo a.C.), lungo 1340 metri, che circondava l'area dell'abitato. Anche se è quasi del tutto nascosto dall'attuale vegetazione, la sua parte sud-ovest è ancora rinvenibile. Il muro è costituito da blocchi regolari di pietra arenaria, riempiti con piccole pietre e terra.
- Il muro interno (IV secolo a.C.), realizzato con tecniche costruttive greche, che era lungo 679 metri, cingeva un'area di 3 ettari e distaccava l'acropoli dal resto dell'insediamento. Anch'esso è costituito da blocchi di pietra arenaria ed è riempito con pietre sgrezzate solo sulla facciata visibile. 200 metri di perimetro sono realizzati da grandi rocce che sporgono sull'orlo del precipizio. Nel muro sono presenti cinque ingressi, di cui quattro sono postierle opposte a due a due all'ingresso monumentale principale[10].

Per mezzo di una lieve pendenza si riusciva a raggiungere la porta principale a corte ben conservata con vano quasi quadrato. Nei pressi di questa porta sono concentrati i blocchi che presentano, sulla facciata visibile, segni di cava in lettere greche. Superando il primo ingresso esterno, si accedeva alla parte interna della porta da cui si poteva raggiungere l'area dell'acropoli. Sul lato nord delle mura sono presenti due piccole porte di passaggio, mentre sul lato sud si trovano due postierle.
Si ipotizza che le mura fossero state costruite in modo disomogeneo a causa dei numerosi dislivelli di cui è caratterizzata la collina, che portano ad adeguarsi ai salti di quota (per esempio, a est della porta a corte, il terreno diventa istantaneamente molto ripido). Nell'area limitrofa all'antico insediamento si distinguono due luoghi in cui sono stati scoperti molti reperti archeologici:
1. La cosiddetta Tempa dei Casaleni, che costituisce un fianco della collina a circa un chilometro dal Monte Croccia, dove è stata rinvenuta l'ossatura di un edificio di elevata importanza (la cui funzione è ancora sconosciuta), indicante che nell'area attorno all'insediamento di Monte Croccia possono essere esistiti altri nuclei abitativi.
2. La valle vicino alla sorgente Acqua Fra Benedetto, che si trova ai piedi della collina, 50 metri più in basso dalla fortificazione esterna. In questa zona, Di Cicco aveva individuato un santuario (usato anche per intenti funerari)[12][13], frequentato nel IV secolo a.C.

A poca distanza dall'insediamento, in un luogo oggi impossibile da determinare della zona est del monte, fu ritrovata una piccola necropoli (coeva alle mura), contenente diverse tombe del ceto dirigente. La prima tomba a essere ritrovata durante gli scavi archeologici sul Monte Croccia fu un corredo funerario maschile che al suo interno conteneva un cratere di tipo protoitaliota. La necropoli è impilata ai resti di abitati progressivamente più antichi, ottenuti usando i ripari al di sotto della roccia di cui la zona è molto ricca. 
In base al fatto che non si sono avuti ritrovamenti successivi al III secolo a.C., si ritiene che l'antico insediamento possa essere stato abbandonato in quel periodo, per effetto della pressione romana. È dato certo che il sito sia rimasto abbandonato fino ai giorni nostri.

## Rapporto con Petre de la Mola
Il complesso di Petre de la Mola è visibile dall'entrata principale di Croccia-Cognato, a duecento metri di distanza, guardando verso est: ciò permetteva agli abitanti dell'insediamento di ammirare il sorgere del sole durante gli equinozi (giorni molto importanti nei calendari delle civiltà antiche) alle spalle del complesso di Petre de la Mola. Questo fatto a sua volta fa pensare che il megalite abbia conservato rilevanza sacra almeno fino al momento della costruzione delle cinte murarie.